# Батраков, Пётр Капитонович
Петр Капитонович Батраков (10 января 1900, Тейково — 6 августа 1957, Гродно) — советский военно-политический деятель, член Военного совета Львовского военного округа, генерал-майор.

## Биография
Родился 10 января 1900 года в Тейково (ныне — город в Ивановской области) в семье рабочего.
Член РКП(б) с 1917 года.
Активный участник Октябрьской революции 1917 года. С 1917 года служил в Красной гвардии.
С 1918 года — в Красной армии. В 1918 году окончил шестимесячные курсы военных комиссаров при Иваново-Вознесенском губернском комитете РКП(б). Участник Гражданской войны в России.
С июня 1918 года — красноармеец, секретарь штаба батальона войск чрезвычайной комиссии (ВЧК) при Иваново-Вознесенском губернском ВЧК, сотрудник Иваново-Вознесенской губернской ВЧК. Принимал участие в подавлении восстания в городе Ярославле в 1918 году.
С 1919 года — заместитель военного комиссара, военный комиссар стрелкового полка, оперативный уполномоченный особого отдела 3-й стрелковой дивизии РККА Южного фронта. С ноября 1920 года — начальник группы особого отдела 4-й армии РККА в Крыму.
С февраля 1921 года — начальник отделения особого отдела 3-го кавалерийского корпуса в городе Александровске (Запорожье), а после его расформирования — начальник отделения особого отдела 9-й Крымской кавалерийской дивизии РККА, которая воевала на Украине против отрядов атаманов Махно, Левченко и Тютюнника. В боях дважды был ранен.
С февраля 1922 года — начальник отделения, ответственный секретарь дивизионной партийной комиссии 9-й Крымской кавалерийской дивизии. В апреле 1926 — ноябре 1928 г. — начальник организационной части политического отдела 24-й Железной стрелковой дивизии. В ноябре 1928 — декабре 1930 г. — начальник политического отдела — заместитель командира 9-й Крымской кавалерийской дивизии по политической части.
В 1932 году экстерном окончил курс за военное училище при Военной академии РККА имени Фрунзе.
С декабря 1930 года — преподаватель партийно-политической работы, военный комиссар — помощник начальника по политической части курса и факультета, начальник политического отдела Военной академии имени Фрунзе; с ноября 1939 года — военный комиссар — заместитель начальника по политической части Военной академии РККА имени Фрунзе.
13 июня — октябрь 1941 г. — член Военного совета 27-й армии Северо-Западного фронта. Участник Великой Отечественной войны. С октября 1941 г. — начальник политического отдела 163-й стрелковой дивизии Северо-Западного фронта. В декабре 1941 года во время боевых действий был контужен и до апреля 1942 года находился на лечении в госпитале.
В апреле — ноябре 1942 г. — член Военного совета 26-й армии Карельского фронта. В ноябре 1942 — мае 1944 г. — член Военного совета Карельского фронта.
В мае 1944 — июне 1946 г. — член Военного совета Львовского военного округа.
В сентябре 1946 — сентябре 1947 г. — слушатель курсов усовершенствования политического состава при Военно-политической академии имени Ленина.
В сентябре 1947 — июле 1950 г. — член Военного совета Западно-Сибирского военного округа.
В 1956 г. — член Военного совета 28-й армии Белорусского военного округа.
В сентябре 1956 года уволен с должности «по болезни и зачислен в распоряжение Главного политического управления МО СССР». Умер и похоронен в Гродно.

## Звание
- бригадный комиссар (13.01.1936)
- дивизионный комиссар (14.11.1939)
- генерал-майор (06.12.1942)

## Награды
- орден Ленина (21.02.1945)
- два ордена Красного Знамени (03.11.1944, 24.06.1948)
- орден Красной Звезды (22.02.1938)
- медаль «За победу над Германией в Великой Отечественной войне 1941—1945 гг.»